# Point d'inflexion stratégique
 (mars 2025).
Motif : pas de sources satisfaisantes malgré signalement de longue date
- Archive Wikiwix
- Bing
- Cairn
- DuckDuckGo
- E. Universalis
- Gallica
- Google
- G. Books
- G. News
- G. Scholar
- Persée
- Qwant
- (zh) Baidu
- (ru) Yandex
- (wd) trouver des œuvres sur Wikidata

| 1. | Préciser le motif de la pose du bandeau. | Précisez le motif de la pose du bandeau en utilisant la syntaxe suivante : {{admissibilité à vérifier\|date=août 2025\|motif=remplacez ce texte par le motif}}                                     |
| 2. | Informer les utilisateurs concernés.     | Pensez à avertir le créateur de l'article, par exemple, en insérant le code ci-dessous sur sa page de discussion : {{subst:avertissement admissibilité à vérifier\|Point d'inflexion stratégique}} |

 (octobre 2024).
Si vous disposez d'ouvrages ou d'articles de référence ou si vous connaissez des sites web de qualité traitant du thème abordé ici, merci de compléter l'article en donnant les références utiles à sa vérifiabilité et en les liant à la section « Notes et références ».
 (octobre 2024).
La notion de point d'inflexion stratégique (strategic inflection point, en anglais) est un concept de management défini par Andrew Grove, l'un des fondateurs d'Intel, dans son essai intitulé Seuls les paranoïaques survivent.
Dans cet ouvrage, il fait le constat d'une évolution frénétique des nouvelles technologies, induisant une augmentation de la concurrence dans le domaine de l'électronique et de l'informatique, qui selon Andrew Grove, a nécessité une adaptation de son entreprise. Cette adaptation rapide à un nouvel environnement technologique et économique aurait permis, toujours selon Grove, le développement et la croissance de l'entreprise Intel. La quatrième de couverture le présente de cette manière :
« Vers le milieu des années quatre-vingt, les producteurs japonais se mettent soudainement à fabriquer des puces à mémoire. La société Intel connait alors une crise sans précédent. Pour s'adapter, elle se lance dans l'aventure des microprocesseurs et met à son tour les constructeurs de grands ordinateurs traditionnels en difficulté. »
La notion de point d'inflexion stratégique désigne donc, en management, ces "points de basculement" induisant une évolution stratégique radicale pour permettre de maintenir  l'entreprise. Ce concept fait, par ailleurs, directement référence au concept mathématique de point d'inflexion.